# Addis-Abeba-Stadion
Das Addis-Abeba-Stadion (amharisch አዲስ አበባ ስታዲየም, auch als Ydnekachew-Tessema-Stadion bekannt) ist ein Fußballstadion mit Leichtathletikanlage in der äthiopischen Hauptstadt Addis Abeba. Es bietet Platz für 35.000 Zuschauer.

## Geschichte
Die Anlage wurde bereits im Jahr 1940 errichtet. 1999 erfolgte im Hinblick auf die Ausrichtung der U-21-Fußball-Afrikameisterschaft 2001 eine grundlegende Renovierung. Bei dem von der CAF ausgerichteten Turnier belegte die Mannschaft des Gastgebers den vierten Platz und qualifizierte sich damit erstmals für die Junioren-Fußballweltmeisterschaft.
Das Addis-Abeba-Stadion befindet sich im Zentrum der Stadt in der Nähe des Bahnhofes Legehar und des Meskel Square. Im Stadion finden regelmäßig internationale Fußballspiele und Leichtathletikwettbewerbe statt. Im Frühjahr 2008 wurden hier die Leichtathletik-Afrikameisterschaften ausgetragen.
Seit Januar 2016 ist ein neues Nationalstadion mit 60.000 Plätzen im Bau, dass das Addis-Abeba-Stadion  ablösen wird. Im Oktober 2017 war der Neubau zu 58 Prozent fertiggestellt.